# Kamil' Ibragimov
Kamil' Anvarovič Ibragimov (in russo Камиль Анварович Ибрагимов?; Mosca, 13 agosto 1993) è uno schermidore russo, specializzato nella sciabola.

## Palmarès
- Mondiali

Budapest 2013: oro nella sciabola a squadre.
Mosca 2015: oro nella sciabola a squadre.
Rio de Janeiro 2016: argento nella sciabola a squadre.
Lipsia 2017: bronzo nella sciabola individuale.
Wuxi 2018: bronzo nella sciabola individuale.
- Europei

Strasburgo 2014: argento nella sciabola a squadre e bronzo nella sciabola individuale.
Torun 2016: oro nella sciabola a squadre e bronzo nella sciabola individuale.
Tbilisi 2017: oro nella sciabola a squadre.
Novi Sad 2018: argento nella sciabola individuale.
Düsseldorf 2019: argento nella sciabola individuale.